# Gardon (instrument)
Pour les articles homonymes, voir Gardon.

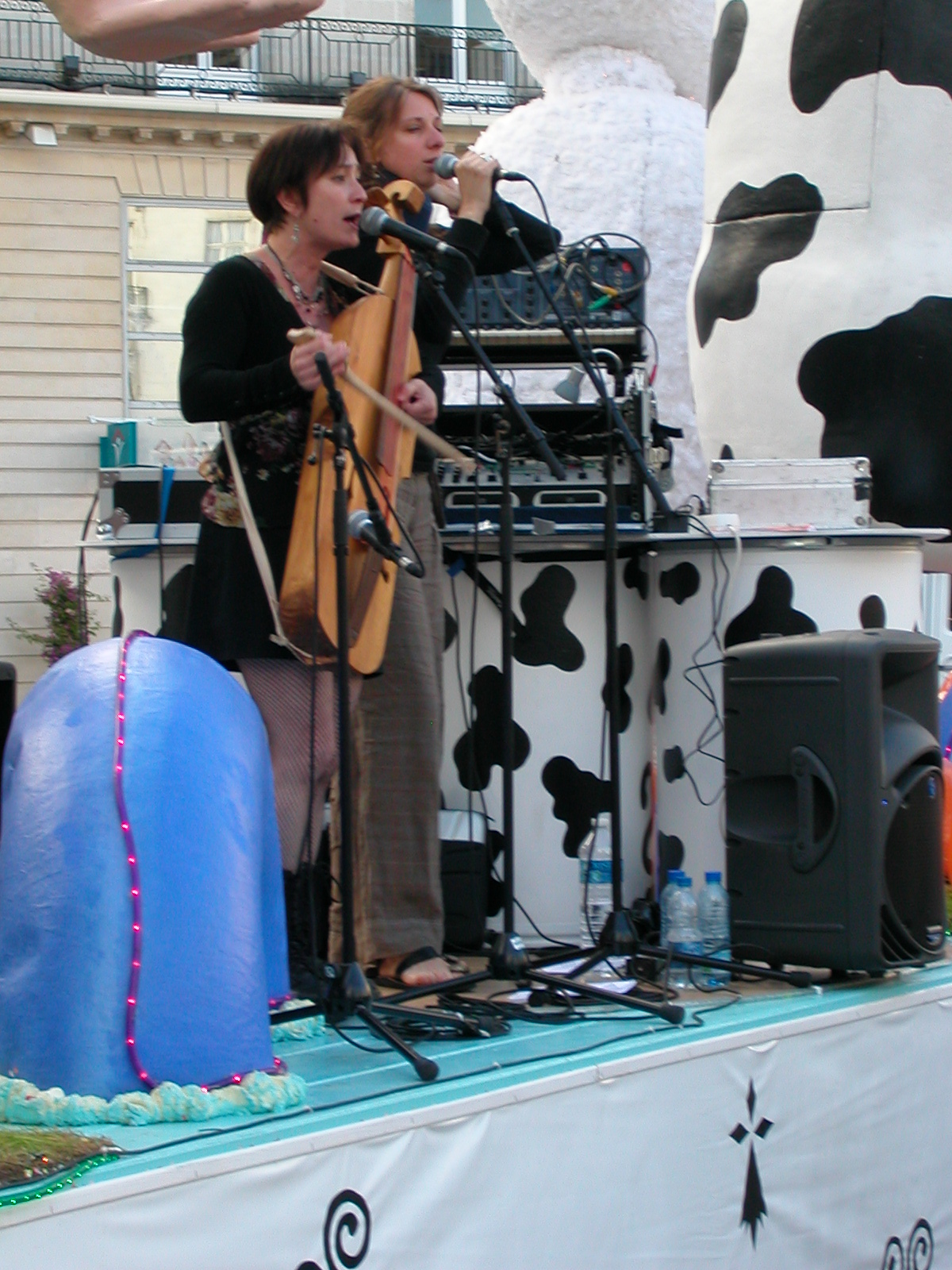
Joueuse de gardon

Le gardon, ou ütőgardon, est un instrument de musique hongrois à cordes pincées et frappées. On le retrouve parfois dans les folklores serbe, roumain et moldave.

## Lutherie
Cet instrument ancien, taillé dans du bois massif, à l'aspect d'une viole rustique, est pourvu de quatre cordes accordées en ré qui sont frappées à l'aide d'un archet en bois.